# Ентеоген
С термина ентеоген (entheogen) се обозначава всяко едно психоактивно вещество, което е използвано с шамански, спиритуални, духовни или религиозни цели. Това са главно растения, билки и гъби, срещани в природата и представители на халюциногените, делириантите и дисоциативните вещества. Ентеогените се използват от хилядолетия и са били известни на почти всички древни цивилизации и племена. Употребата им в натурална обстановка е почти винаги свързана с ритуали.
Терминът ентеоген е неологизъм, произхождащ от гръцкия език: ἔνθεος – ентеос (което означава „в Бог“) и γενέσθαι – създавам; по смисъл може да се преведе като нещо, което „създава бог в човека“ .
Думата ентеоген е създадена през 1979 г. от група етноботаници с основна цел да замести думите халюциногени и психеделици поради тяхното масово навлизане в популярната култура през 60-те.